# Eggun
Eggun es el culto a los difuntos en la religión yoruba, Osha-Ifa, de la Arará y Lucumí. Pertenece al panteón yoruba

## Culto de Eggun
Los Eggun representan a los espíritus de los ancestros o antepasados difuntos, entendiéndose así que los antepasados son los espíritus de los difuntos, estos en la mayoría de los casos son las manifestaciones de santeros desencarnados, aleyos y otros que se consagran a Oduduwa.
En la religión yoruba, los muertos deben ser honrados antes que los orishas atendiendo a que los Eggun son los espíritus de los antepasados practicante de la religión, es decir que incluyen no solamente los espíritus de familiares sino también los santeros mayores muertos y Babalawos, así son venerados como espíritus de la vida y de la muerte siendo los intermediarios entre los vivos, los Orishas, y los espíritus que asisten a los practicantes de la religión con el concepto que los muertos (Eggun) van antes que los santos, ya que ellos son los que de una forma u otra, están en los dos planos.

## Leyenda o Patakin
Siendo que, sin permiso del jefe Egungún de la ciudad, Eggun, se transfiguró él mismo en un cocodrilo por medio de un encantamiento. El jefe ofendido impidió que Eggun retornara a su forma humana obligándolo así a meterse dentro de un estanque hasta que no se evidenciará un debido arrepentimiento al agravio que se le había hecho, de esta forma no se le permitió salir del estanque y recobrar su forma humana.

## Atención a los Egguns

### Ikú Lobbi Osha
El respeto y reverencia a los antepasados es uno de los pilares de las religión, lo cual está establecido al tener que atender a los Egguns, los cuales tienen que quedar conformes, ya que son respetados tanto como a los orishas.
Antes de Moyugbar[1] lo cual significa invocar, pedir permiso y saludar a los orishas hay que reverenciar a los muertos. Esto se debe a que todos los orishas fueron seres vivos.

### Ofrendas, Igbo y Eggún
En las ceremonias las ofrendas a los Egguns se ubican en el piso fuera de la casa, en un patio, o en un vertedero o caño interior de no existir patio, disponiendo las ofrendas dentro de un  círculo  o  rectángulo  (atena) el cual se dibuja con cascarilla en cuyo interior se trazan los signos y firmas que correspondan.
Algunas de las ofrendas que se utilizan más habitualmente son:
- vela = ataná
- coco = obi
- agua fresca = omi tutu
- aguardiente  = otí
- café = omi bona
- tabaco  = achá
- pimienta de guinea  = ataré
- cascarilla = efún

A los Egguns se le da de comer antes que  a Elegguá  y siempre separados de los orishas. 
Debe atenderse también cuando algún oráculo lo determina, también hay Oddúns que especialmente lo especifican así, en todos los casos se le ofrecen bebidas y todo tipo de alimentos, denominadas Addimú los cuales se le dan junto a Ilé Ogguere, Achikuelú, Afokoyer, y todas las deidades que viven debajo de la superficie terrestre.
Existen ceremonias especiales, en las que la mayor parte de ellas son oficializadas por babalawos, estos le dan de comer a los Eggúns animales como eyelé, akukó, ekú, eyá tuto, addié, ayakuá, etú, agbo, ounko, entre otros.
En los funerales de los grandes personajes de la religión yoruba, Osha-Ifa, de la Arará y Lucumí  se utiliza el Pagugu o palo de Eggun, es un bastón o cuje de más de un metro de largo.
Al terminar la ofrenda a los Egguns se les pregunta con los Oráculos Yoruba (Oráculo de Ifá, el Oráculo del Diloggun y el Oráculo de Biagué), si han recibido la ofrenda, si están conformes con ella y para saber dónde hay que depositar las ofrendas: esto puede ser en la basura (ikun), en el cementerio (ile Oya), en el río (ile Oshun), en la manigua o monte (nigue), en una loma (ilé Oke), etc., según lo que diga el Oráculo.